# Римская история (Веллей Патеркул)
«Ри́мская исто́рия» (лат. Historia Romana) — условное название исторического труда римского писателя Веллея Патеркула, опубликованное в 30 году и сохранившееся частично. Представляет собой изложение событий мировой и римской истории от Троянской войны до 29 года, причём события современной автору эпохи описываются с большей степенью детализации. «Римская история» считается ценным источником, несмотря на явную предвзятость автора и его небрежное отношение к хронологии.

## Публикация и содержание
«Римская история» была опубликована в 30 году с посвящением консулу Марку Виницию. Дата публикации устанавливается надёжно благодаря тому, что автор предпочитает использовать не абсолютную хронологию, а относительную — от консульства Виниция. Вероятно, Веллей Патеркул начал писать летом 29 года, после получения известий о грядущем консульстве Виниция, и завершил работу в следующем году. Сочинение состоит из двух книг. Начало первой книги не сохранилось, после нескольких страниц в тексте рукописи была большая лакуна, а конец первой книги сохранился. Вторая книга сохранилась с минимальными лакунами. Единственная крупная лакуна во второй книге — в 29 главе. В ней, вероятно, описывались уход Суллы из политики, мятеж Лепида и Серторианская война. Отталкиваясь от предположения, что обе книги имели примерно одинаковый объём, современные исследователи оценивают объём пропажи в 80 % первой книги или 40 % всего сочинения.
Название сочинения неизвестно, так как начало рукописи не сохранилось. Общепринятый вариант «Римская история» (лат. Historia Romana) был предложен Беатом Ренаном при первой публикации, хотя уже Юст Липсий сомневался в его аутентичности. Сам Веллей ни разу не называет своё сочинение историей, а только «трудом» (лат. opus) и «летописью» (лат. scriptura). Возможно, утерянная рукопись всё же имела название, поскольку одна из двух копий, сделанных до первой публикации, озаглавлена «Две книги Веллея Патеркула к Марку Виницию» (лат. Vellei Paterculi ad Marcum Vinicium libri duo). Условное название не совсем точно передаёт содержание работы, так как римская история рассматривалась не изолированно, а на общем фоне известной ойкумены. При этом первая книга носила более универсальный (всемирный) характер, чем вторая. Даже в небольших сохранившихся частях первой книги автор сообщает об основании крупнейших городов Средиземноморья, о переселениях народов, об упадке Ассирии, о некоторых фактах из афинской истории и других событиях, не относящихся напрямую к истории Рима.
Начало сохранившейся части текста посвящено событиям после Троянской войны. Поскольку римляне нередко начинали излагать свою историю с этого конфликта, ссылаясь на родство с троянцем Энеем, наиболее широко распространена гипотеза об аналогичных рамках сочинения Веллея — от событий этой войны или от её окончания. Впрочем, Эмиль Крамер осторожно допускает, что Веллей мог начать изложение на тысячелетие раньше — с возникновения Ассирийского царства, что указывало бы на преемственность Рима четырём великим империям древности (Ассирии, Мидии, Персии, Македонии). Веллей продолжает свою историю, описывая события в Греции и Италии, рассказывает об основании Рима, после чего начинается большая лакуна, охватывающая события от похищения сабинянок до Третьей Македонской войны. В конце первой книги изложение становится более подробным, а внимание историка фокусируется на Риме и его внешней политике. Для изложения событий первых 433 лет Веллею потребовалось 1385 слов (без учёта отступлений). Далее историк рассматривает события с большей степенью подробности, и второй сохранившийся фрагмент первой книги описывает события 23 лет в 1095 словах. Эмиль Крамер полагает, что Веллей начал более подробно излагать историю после основания Рима, а с началом Первой Пунической войны перешёл к ещё более плотному описанию.
Первая книга завершается событиями Третьей Пунической войны и разрушением Карфагена в 146 году до н. э. Вторая книга, более подробная, чем первая, охватывает период до 30 года н. э. Завершается сочинение молитвой к богам с просьбой о заступничестве за государство и императора. Сочинение Веллея примечательно неоднократными экскурсами в историю греческой и римской литературы. Жозеф Эллегуар заметил, что Веллей — единственный автор за всю историю античности, который упомянул вместе Эсхила, Софокла и Еврипида. Другая значимая особенность — группировка событий вокруг значимых личностей и обилие их портретов-характеристик, из-за чего «Римскую историю» иногда характеризуют как «галерею портретов».
Неясно, задумывал ли Веллей «Римскую историю» как самостоятельное произведение, или она оказалась лишь выжимкой из черновиков более объёмного сочинения. «Римская история» была опубликована через несколько лет после завершения фундаментального труда Тита Ливия — «Истории от основания города» в 142 книгах. В результате исследователи регулярно сравнивают две работы. В частности, ёмкую краткость Веллея иногда считают сознательной реакцией на избыточную подробность Ливия. Допускается, что Веллей следовал установкам иной историографической традиции, представленной Корнелием Непотом, которая предполагала в том числе краткость. Иногда краткость «Римской истории» считается вынужденным следствием спешки при её написании.